# تونی کانول

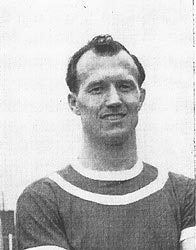
تونی کانول در سال ۱۹۵۳

تونی کانول (انگلیسی: Tony Conwell; ۱۷ ژانویهٔ ۱۹۳۲ – ۶ مهٔ ۲۰۱۷) بازیکن فوتبال اهل بریتانیا بود.
از باشگاه‌هایی که در آن بازی کرده‌است می‌توان به باشگاه فوتبال دونکستر راورز، باشگاه فوتبال دربی کانتی، باشگاه فوتبال هادرسفیلد تاون و باشگاه فوتبال شفیلد ونزدی اشاره کرد.